# هورزل (تورینگن)
هورزل (به آلمانی: Hörsel) یک شهر و در آلمان است که در گوتا واقع شده‌است. هورزل ۴٬۹۰۸ نفر جمعیت دارد.